# La Vertus Ose
La Vertus Ose is een Belgisch bier van hoge gisting.
Het bier wordt gebrouwen in Brasserie Artisanale Millevertus te Breuvanne.
Het is een goudblond bier met een alcoholpercentage van 6%, gebrouwen met 3 soorten mout, 2 hopsoorten en 30% spelt,